# Novo!Novo!Novo! Još jučer samo na filmu a sada i u vašoj glavi
Novo!Novo!Novo! Još jučer samo na filmu a sada i u vašoj glavi prvi je studijski album zagrebačke rock skupine Film, kojeg 1981. godine objavljuje diskografska kuća Helidon.
Produkciju na materijalu je radio Boris Bele iz slovenskog rock sastava Buldožer, dok je glazbu i tekstove napisao Jura Stublić. Uoči samog objavljivanja albuma stalni član sastava bubnjar Branko Hromatko, odlazi na odslužanje vojnoga roka, a na njegovo mjesto dolazi Ivan Stančić.
Album sadrži niz urbanih skladbi "Neprilagođen", "Zamisli", "Radio ljubav", "Moderna djevojka", "Odvedi me iz ovog grada", koje su davale jasnu poruku. Međutim i ostale skladbe zabilježile su jako dobar uspjeh i gotovo su sve dosegle status hita.

## O albumu
Album izlazi u početnoj fazi punka i novog vala na prostorima bivše Jugoslavije. Do tada svoje prvijence već su objavili neki sastavi poput Prljavog kazališta, Pankrta, Pekinške patke, Parafa i drigih, dok su istim putem krenuli i neki bivši rock sastavi koji su nastali kao standardni izvođači bazirani na rocku šezdesetih i sedamdesetih. Popularni strani sastavi kao što su bili The Police, Madness, The Jam, Blondie, The Pretenders, The Clash, The Specials i mnogi drugi, imali su veliki utjecaj na domaću produkciju među kojim se našao i sastav Film sa svojim prvijencom. Nakon što je objavljen album dobiva odlične kritike ali ne prolazi dobro na tržištu, pa Film raskida ugovor s izdavačem Helidon i sljedeći album potpisuje s tada vodećom diskografskom kućom Jugotonom.

## Popis pjesama

### A strana
1. "Neprilagođen" (3:40)
2. "Mi smo pali s Marsa" (3:10)
3. "Radio ljubav" (2:55)
4. "Moderna djevojka" (2:50)
5. "Osjeti me" (2:05)
6. "Odvedi me iz ovog grada" (2:45)

### B strana
1. "Trgovci srećom" (2:30)
2. "Deep Coma Planet Fantastic Tour" (3:00)
3. "Pazi na svoje lice" (2:25)
4. "Zamisli" (3:40)
5. "Ja sam tu" (3:10)
6. "Dijete ulice" (1:46)

## Izvođači
- Jurislav Stublić - vokal
- Marino Pelajić - bas-gitara
- Mladen Juričić - gitara
- Jurij Novoselić - saksofon
- Branko Hromatko - bubnjevi

### Produkcija
- Producent - Boris Bele
- Aranžer - Film
- Glazba, tekst - Jura Stublić

## Vanjske poveznice
- Discogs - Recenzija albuma